# 人定質問
人定質問（じんていしつもん）とは法律用語。

## 概要
刑事訴訟規則第196条では「裁判長は、検察官の起訴状の朗読に先だち、被告人に対し、その人違でないことを確めるに足りる事項を問わなければならない」と規定されている。通常は、氏名、生年月日、職業、住所、本籍等を確認することで手続きが行われる。なお、刑事訴訟法第64条第2項では「被告人の氏名が明らかでないときは、人相、体格その他被告人を特定するに足りる事項で被告人を指示することができる」と同法第64条第3項では「被告人の住居が明らかでないときは、これを記載することを要しない」とあり、被告人が氏名等を答えない場合には、裁判長が起訴状に掲載されている被告人の写真と法廷に出廷している被告人の顔と確認する事で同一人物であることを確認することになる。
人定質問における氏名については黙秘権に含まれないというのが、1957年2月20日の最高裁判所大法廷判決で判例となっている。刑事訴訟の実務上では冒頭手続は「人定質問」、「起訴状朗読」、「黙秘権告知」、「罪状認否」という順番で進行しており、「黙秘権告知」の前に「人定質問」がある。

## エピソード
過激派として活動していた被告人の場合は、職業について特異な職業名を述べる例がある。
- よど号ハイジャック事件等で起訴された赤軍派メンバー4人（塩見孝也ら）は1971年7月1日の東京地裁初公判での人定質問で職業について「日本赤軍中央軍戦士」と述べた[1]。
- 連続企業爆破事件で起訴された東アジア反日武装戦線メンバー6人（大道寺将司、大道寺あや子、片岡利明、浴田由紀子、黒川芳正、他1名）は1975年12月25日の東京地裁初公判での人定質問で職業について「東アジア反日武装戦線兵士」と述べた[2]。
- 日本赤軍事件（ドバイ日航機ハイジャック事件やダッカ日航機ハイジャック事件）で起訴された日本赤軍メンバーの丸岡修は1988年10月11日の東京地裁初公判での人定質問で職業について「革命家」と述べた[3]。
- ハーグ事件等で起訴された日本赤軍リーダーの重信房子は2001年4月23日の東京地裁初公判での人定質問で職業について「生きざまとしては日本赤軍兵士、なりわいとしては失業中」と述べた[4]。

刑事事件で起訴された政治家が公職を辞職せずにとどまっている場合は、職業について当該公職を述べる例がある。
- ロッキード事件で起訴された田中角栄は1977年1月27日の東京地裁初公判での人定質問で職業について「衆議院議員」と述べた[5]。
- リクルート事件で起訴された藤波孝生は1989年12月15日の東京地裁初公判での人定質問で職業について「衆議院議員」と述べた[6]。
- 共和汚職事件で起訴された阿部文男は1992年6月19日の東京地裁初公判での人定質問で職業について「衆議院議員」と述べた[7]。
- 経歴詐称事件で起訴された新間正次は1993年9月28日の名古屋地裁初公判で人定質問で職業について「参議院議員」と述べた[8]。
- ゼネコン汚職事件で起訴された中村喜四郎は1994年7月5日の東京地裁の初公判での人定質問で職業について「衆議院議員」と述べた[9]。
- 二信組事件で起訴された山口敏夫は1996年4月19日の東京地裁の初公判での人定質問で職業について「衆院議員」と述べた[10]。
- オレンジ共済組合事件で起訴された友部達夫は1997年6月25日の東京地裁の初公判での人定質問で職業について「参議院議員」と述べた[11]。
- 鈴木宗男事件で起訴された鈴木宗男は2002年11月11日の東京地裁初公判での人定質問で職業について「衆院議員」と述べた[12]。
- 政治資金規正法違反で起訴された坂井隆憲は2003年6月26日の東京地裁初公判で人定質問で職業について「衆院議員」と述べた[13]。
- 弁護士法違反事件で起訴された西村眞悟は2006年3月9日の大阪地裁初公判で人定質問で職業について「衆院議員」と述べた[14]。
- 陸山会事件で起訴された小沢一郎は2011年10月6日の東京地裁初公判で人定質問で職業について「衆議院議員」と述べた[15]。
- 河井夫妻選挙違反事件で起訴された河井克行と河井案里は2020年8月25日の東京地裁初公判での人定質問で職業について、克行は「衆議院議員」、案里は「参議院議員」とそれぞれ述べた[16]。
- IR汚職事件で起訴された秋元司は2021年3月29日の東京地裁での初公判での人定質問で職業について「衆議院議員」と述べた[17]。